# Zwischenstation
Zwischenstation (Originaltitel Boundaries) ist eine Tragikomödie von Shana Feste, die am 22. Juni 2018 in die US-amerikanischen Kinos kam.

## Handlung
Nachdem ihr Vater Jack wegen einiger kleinerer Drogendelikte aus einem Pflegeheim in Texas rausgeschmissen wurde, muss seine alleinstehende Tochter Laura ihn zu ihrer Schwester nach Kalifornien kutschieren. Im Auto ist auch Lauras 14-jähriger Sohn Henry, der endlich seinen Vater kennenlernen will. Jack und seine Tochter haben sich entfremdet. Der Roadtrip verläuft anders als gedacht, als Jack einige Zwischenstopps einlegen möchte. Laura beginnt zu erkennen, was für ein Mann ihr Vater wirklich ist.

## Produktion
Regie führte Shana Feste, die auch das Drehbuch schrieb. Die Filmmusik wurde von Michael Penn komponiert.
Der Film feierte am 12. März 2018 im Rahmen des South by Southwest Film Festivals seine Premiere und kam am 22. Juni 2018 in die US-amerikanischen Kinos. Im gleichen Monat eröffnete der Film das Nantucket Film Festival.

## Rezeption
In den USA erhielt der Film von der MPAA ein R-Rating, was einer Freigabe ab 17 Jahren entspricht.
Owen Gleiberman von Variety bezeichnet den Film als ein berührendes und doch so gewitztes Vater-Tochter-Road-Movie und die beste Version dieser Art von Film, die man sich vorstellen kann.

## Auszeichnungen
South by Southwest Film Festival 2018
- Nominierung für den SXSW Gamechanger Award (Shana Feste)